# Гренада на літніх Олімпійських іграх 2000
Гренада на літніх Олімпійських іграх 2000 року в Сіднеї (Австралія) взяла участь вп'яте за свою історію. Країну представляли 3 спортсменів (2 чоловіків та 1 жінка), які брали участь у 2 видах спортивних змагань: з легкої атлетики та плавання. Прапороносцем на церемонії відкриття була легкоатлетка Газель-Енн Реджис. Країна не завоювала жодної медалі.

## Легка атлетика
Трекові і шосейні дисципліни
| Спортсмен         | Дисципліна             | Кваліфікація/ гіт | Кваліфікація/ гіт | Півфінал   | Півфінал   | Фінал      | Фінал      |
| Спортсмен         | Дисципліна             | Результат         | Місце             | Результат  | Місце      | Результат  | Місце      |
| ----------------- | ---------------------- | ----------------- | ----------------- | ---------- | ---------- | ---------- | ---------- |
| Рудіон Сильван    | біг на 400 м, чоловіки | 48,17             | 62                | не пройшов | не пройшов | не пройшов | не пройшов |
| Газель-Енн Реджис | біг на 400 м, жінки    | 55,11             | 48                | не пройшла | не пройшла | не пройшла | не пройшла |

## Плавання
| Спортсмен | Дисципліна                    | Гіт   | Гіт   | Півфінал   | Півфінал   | Фінал      | Фінал      |
| Спортсмен | Дисципліна                    | Час   | Місце | Час        | Місце      | Час        | Місце      |
| --------- | ----------------------------- | ----- | ----- | ---------- | ---------- | ---------- | ---------- |
| Омар Х'юз | 50 м вільним стилем, чоловіки | 25,07 | 57    | не пройшов | не пройшов | не пройшов | не пройшов |